# مبرهنة التقريب العام
في النظرية الرياضية الخاصة بالشبكات العصبونية، تنص مبرهنة التقريب العام على أن شبكة التغذية الأمامية متعددة الطبقات القياسية ذات طبقة واحدة مخفية، التي تشتمل على عدد لانهائي من العصبونات المخفية، هي مقراب عام بين الدوال المستمرة في المجموعات الفرعية المتراصة في Rn، وذلك تحت الفرضيات المتوسطة حول دالة التنشيط.
ولقد تم إثبات الصياغات الأولى لتلك المبرهنة على يد جورج سيبينكو عام 1989 بالنسبة لدوال التنشيط الإسية.
ولقد أثبت كورت هورنيك عام 1991 أنه ليس الاختيار الخاص بدالة التنشيط، بل هي بنية التغذية الأمامية متعددة الطبقات نفسها التي تمنح الشبكات العصبونية إمكانية أن تكون مقرابات عامة. ويفترض أن الوحدات الخارجة تكون دائما خطية. ومن أجل تبسيط الفكرة سنقوم باستنباط النتائج بوضوح حيث يكون هناك وحدة خارجة فقط. (يمكن بسهولة استخراج الحالة العامة من الحالة البسيطة.)
المبرهنة في الصيغة الرياضية:

## الصيغة الرسمية
سنفترض أن φ(•) هي دالة غير ثابتة محدودة مستمرة تتزايد برتابة. وعلى فرض أن Im تشير إلى المربع الفائق لوحدة الأبعاد [0,1]m. فسيشار إلى فضاء الدوال المستمرة على Im باستخدام C(Im). ثم، في أية دالة f ∈ C(Im) and є > 0, يوجد عدد صحيح N وثوابت حقيقية αi, bi ∈ R, wi ∈ Rm, حيث i = 1,..., N فيمكن الحصول على N من خلال:
{\displaystyle F(x)=\sum _{i=1}^{N}\alpha _{i}\varphi \left(w_{i}^{T}x+b_{i}\right)}
وبإدراك تقريب الدالة f; تكون,
{\displaystyle |F(x)-f(x)|<\varepsilon }
بالنسبة لجميع x ∈ Im. أي أن، الدوال على شكل F(x) تكون كثيفة في C(Im).